# Kanada na Zimních olympijských hrách 1948
Kanada se účastnila Zimní olympiády 1948. Zastupovalo ji 28 sportovců (24 mužů a 4 žen) v 7 sportech.

## Medailisté
| Medaile | Jméno | Sport         | Soutěž            |
| ------- | --- | ------------- | ----------------- |
| Zlato   | Barbara Ann Scottová | Krasobruslení | Ženy jednotlivci  |
| Zlato   | Hubert Brooks Murray Dowey Bernard Dunster R.A. Forbes A. Gilpin Jean Gravelle Patrick Guzzo Walter Halder Thomas Hibberd Ross King Henri-André Laperriere John Lecompte J. Leichnitz George Mara Albert Renaud Reginald Schroeter Irving Taylor | Lední hokej   | Turnaj mužů       |
| Bronz   | Suzanne Morrowová Wallace Diestelmeyer | Krasobruslení | Sportovní dvojice |